# 佐保畢雄

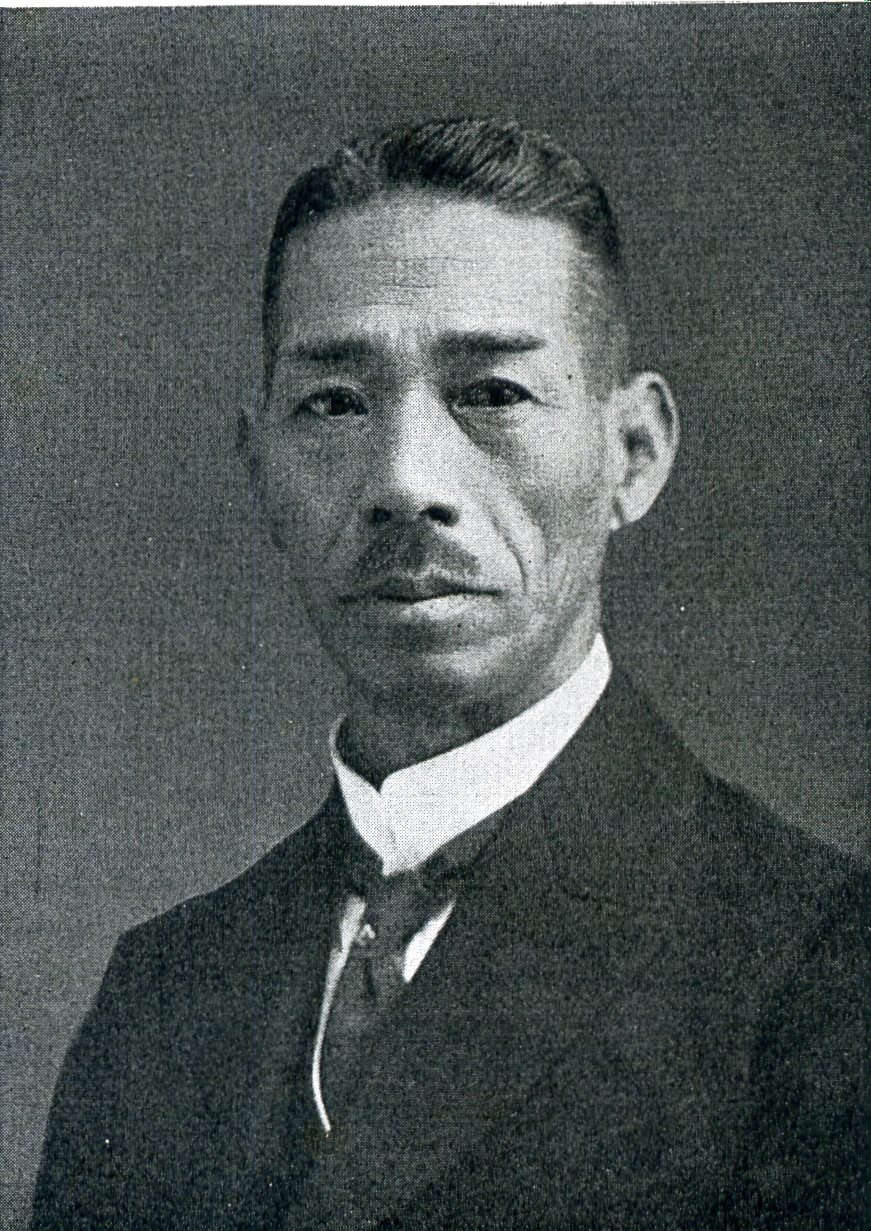
佐保畢雄

佐保 畢雄（さほ ひつお、1880年（明治13年）1月11日 - 1940年（昭和15年）9月9日）は、明治時代後期から昭和時代前期の政治家、実業家。衆議院議員（4期）。旧姓・永江。

## 経歴
永江慎一の五男として長崎県に生まれ、佐保ケサの養子となり、1909年（明治42年）家督を相続する。1906年（明治39年）早稲田大学政治経済科を卒業。農業を営む傍ら、佐世保市会議員、長崎県会議員、同参事会員、鉄道大臣秘書官を歴任する。また、佐世保商工会議所議員、佐世保信託、肥薩貯金、佐世保土地、九州鉄工所各取締役、佐世保鉄工所、大和屋洋服店各取締役社長、佐世保貯蓄銀行監査役などを歴任する。南洋方面視察および派遣軍慰問のため満州、北支那に派遣された。
1930年（昭和5年）2月の第17回衆議院議員総選挙では長崎県第2区から立憲政友会所属で出馬し当選。以後、4回連続当選をし、衆議院議員を通算4期務めた。立憲政友会本部幹事に列した。

## 栄典
- 紺綬褒章[3]